# Sergio Asteriti
Sergio Asteriti (Venecia, 13 de febrero de 1930 – 27 de agosto de 2024) fue un historietista italiano.

## Biografía
Estudió publicidad en la Escuela de Magisterio de Arte y se trasladó a Milán en 1952 para emprender una carrera como publicista. En 1954, la empresa para la que trabajaba quebró, y decidió dedicarse al cómic. En 1955, fue contratado por Ediciones Alpe, una editorial especializada para la cual realizó varias series cómicas, ocupándose principalmente de las historias del jefe de la tribu africana Bingo Bongo para el semanario "Cucciolo". Se dedicó tanto a temas realistas como a cómicos, desde portadas rosas para las novelas de Rizzoli hasta ilustraciones de cuentos de hadas para Boschi y Carroccio. A finales de la década de 1950, comenzó a colaborar con el estudio de Rinaldo Dami, realizando ilustraciones y cómics para la compañía británica Fleetway y, posteriormente, para Corriere dei Piccoli, donde retomó al personaje de Formichino, creado años antes por Roberto Sgrilli. En 1963, comenzó su colaboración con Topolino, debutando con la historia "Pippo e la vacanza culturale", publicada en el número 420. Su actividad como historietista, que se convirtió en su principal ocupación, duró más de cincuenta años. También incursionó en la escritura de guiones, ideando historias a menudo con ambientaciones históricas.
A lo largo de los años, Asteriti realizó 350 historias de cómics de Disney, casi todas en el universo de Mickey Mouse. Solo 7 de ellas están ambientadas en el universo del Pato Donald.
En 2017, tras 54 años de actividad ininterrumpida, terminó su colaboración con Topolino. Su última historia de cómics de Disney, "Tip e Tap e lo straordinario mondo di Toc", escrita por Augusto Macchetto, fue publicada en el volumen "Topolino Classic Edition" dedicado a él.
Falleció el 27 de agosto de 2024 a la edad de 94 años.

## Premios y reconocimientos
En 2008, ganó el Premio Papersera.